# Grmej
Koordinati:   43°23′48″N, 16°11′03″E
Grmej je majhen nenaseljen otoček v Jadranskem morju. Pripada Hrvaški.
Grmej leži zahodno od Šolte na sredini poti med otočkoma Stipanska in Balkun. Njegova površina meri 0,039 km². Dolžina obalnega pasu je 0,72 km.